# Wieselbus

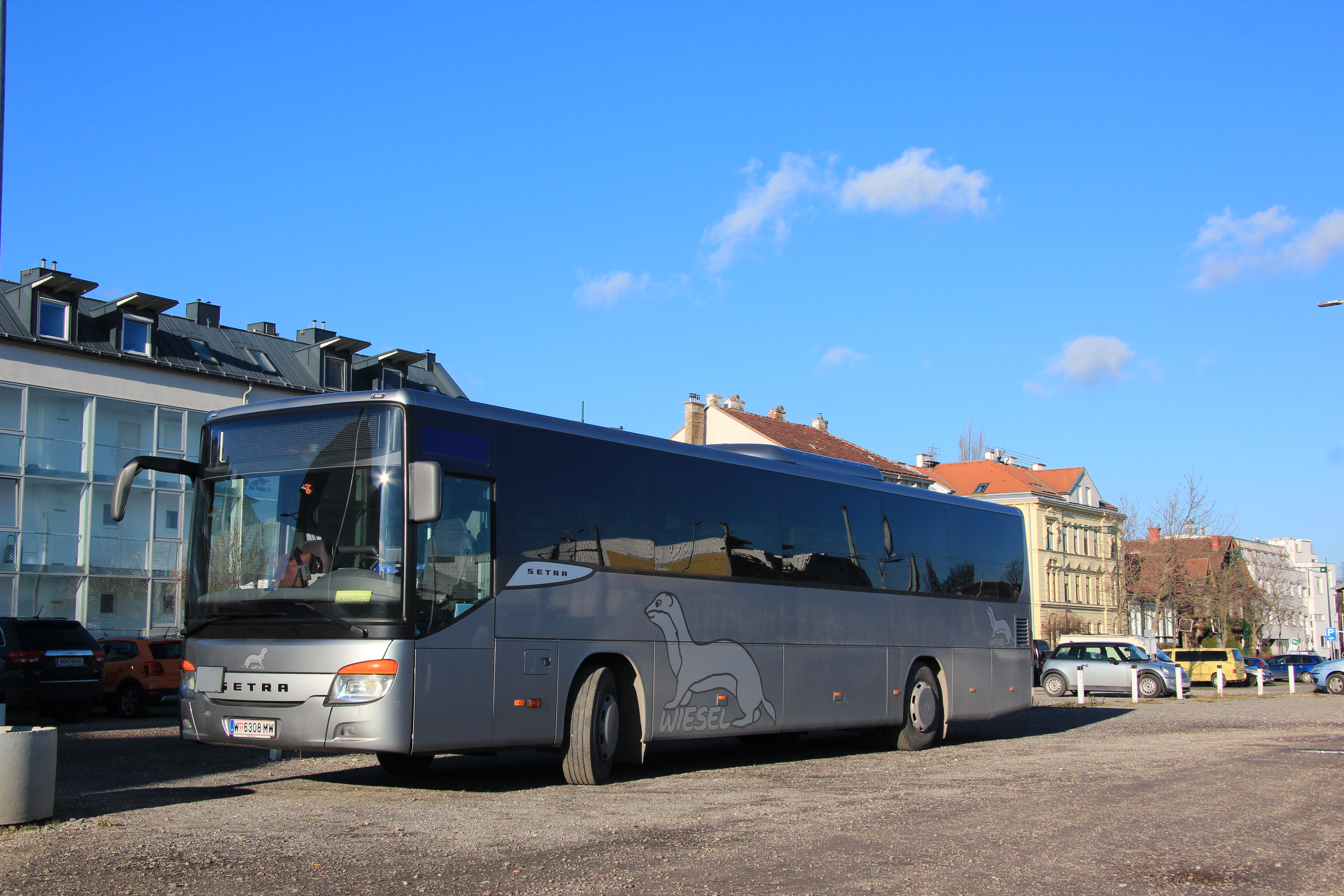
Wieselbus in Mödling

Die Wieselbusse wurden ab 1993 von der Niederösterreichischen Verkehrsorganisationsgesellschaft (NÖVOG) geplant, um Bus-Schnellverkehrslinien in die damals neue Landeshauptstadt St. Pölten zu schaffen. Ab 1996 nahm die NÖVOG die Wieselbusse in Betrieb und koordinierte elf Wieselbus-Linien in Niederösterreich und Wien. Ende Juni 2018 bis 2024 wurde die Busorganisation an den Verkehrsverbund Ost-Region abgegeben.

## Geschichte
Durch die Erhebung von Sankt Pölten im Jahr 1986 zur Landeshauptstadt von Niederösterreich übersiedelten neben der Landesregierung ab dem Jahr 1987 auch zahlreiche andere mit dem Bundesland Niederösterreich verbundene Unternehmen und Organisationen (z. B. Niederösterreichische Versicherung, NÖ Gebietskrankenkasse usw.) von Wien nach St. Pölten. Daher war es notwendig, schnelle Verbindungen für die Pendler zu schaffen, da das bisherige System hauptsächlich nach Wien ausgerichtet war.
Die NÖVOG führte bis Mitte 2018 die Koordination der Busunternehmen durch, die aus dem Wein-, Wald- und dem Industrieviertel des Bundeslandes elf Buslinien sternförmig nach St. Pölten führen. Vom Mostviertel, in dem auch St. Pölten liegt, bestanden schon vorher ausreichende Verbindungen mit der Bahn in die Landeshauptstadt. Bis 2024 übernahm der Verkehrsverbund Ost-Region die Organisation der Wieselbus-Linien, dann wieder die NÖVOG.
Die ehemals silbernen und heute großteils weißen Busse tragen alle das Bild eines Wiesels als Symbol für die Schnelligkeit.
Eingesetzt werden 47 Busse (Stand: 2010), deren zweite Generation 2001, deren dritte 2010 angeschafft wurde. Das Haltestellennetz ist sehr dünn, und die Routen führen teilweise auch über Autobahnen oder Schnellstraßen, daher können auch attraktive Fahrzeiten erreicht werden. Im Jahr 2003 fuhren 600.000 Fahrgäste. Für diese Qualität erhielt die NÖVOG den internationalen ÖPNV-Innovationspreis in Deutschland.
Tariflich waren die Wieselbusse immer in den jeweiligen Verkehrsverbund (anfangs Verkehrsverbund Niederösterreich-Burgenland (VVNB), heute Verkehrsverbund Ost-Region (VOR)) integriert, mit Ende Juni 2018 übernahm der Verkehrsverbund Ost-Region die Busorganisation komplett von der NÖVOG.
Im Juli 2021 wurden die Linie H zwischen Baden und Wiener Neustadt sowie die Linie L (Wien (Mitte-Landstraße – Karlsplatz – Pilgramgasse – Längenfeldgasse – Hietzing – Hütteldorf) – St. Pölten) aufgrund der durch den Ausbau der Bahnverbindungen stark gesunkenen Fahrgastzahlen eingestellt. Dafür fährt zusätzlich zu den Wieselbussen nun eine neue Shuttlelinie (100) in St. Pölten zwischen dem Hauptbahnhof und dem Regierungsviertel. Auf allen Linien (außer K) wurden die Buchstabenbezeichnungen durch dreistellige Liniennummern nach dem Linienschema des Verkehrsverbunds Ost-Region ersetzt. Die meisten Linien (101–106) werden nun von Postbus gemeinsam mit Subunternehmen betrieben.
Mitte August 2022 wurde die Linie K (Schwechat – Himberg – Achau – Mödling – St. Pölten) eingestellt und teilweise durch eine Zubringerlinie von Mödling nach Alland mit Anschluss nach/aus St. Pölten ersetzt.

## Linien
Alle Linien fahren in St. Pölten die Haltestellen Landhaus Nord und Landhaus Klangturm an, die Haltestelle am Hauptbahnhof manche nur zu bestimmten Zeiten oder nur in eine Richtung.
| Linienübersicht | Linienübersicht | Linienübersicht                                                                                    |
| Linie seit 2021 | Linie bis 2021  | Verlauf                                                                                            |
| --------------- | --------------- | -------------------------------------------------------------------------------------------------- |
| 101             | F, G            | Gmünd – Kirchberg – Zwettl – Rastenfeld – Gföhl – Krems – St. Pölten                               |
| 102             | E               | Waidhofen an der Thaya – Göpfritz – Horn – Gars am Kamp – Langenlois – Krems – St. Pölten          |
| 103             | C               | Hollabrunn – Ziersdorf – Hohenwarth – Hadersdorf am Kamp – St. Pölten                              |
| 104             | B               | Mistelbach – Ernstbrunn – Stockerau – Tulln – Kapelln – St. Pölten                                 |
| 105             | A               | Gänserndorf – Wolkersdorf – Korneuburg – Grafenwörth – St. Pölten                                  |
| 106             | D               | Klosterneuburg – St. Andrä-Wördern – Königstetten – Tulln – Tullnerfeld – Mitterndorf – St. Pölten |
| 107             | M               | Mauerbach – Gablitz – Purkersdorf – Pressbaum – St. Pölten                                         |
| 108             | H               | Baden – Alland – St. Pölten                                                                        |